# Giuseppe Calò
Giuseppe 'Pippo' Calò (nascido em Palermo, 30 de setembro de 1931) é um membro da máfia siciliana. Ele era conhecido como o "Caixa da Mafia" porque estava muito envolvido no setor financeiro do crime organizado, principalmente a lavagem de dinheiro. Ele foi acusado de ordenar o assassinato de Roberto Calvi - apelidado de "banqueiro de Deus" - do Banco Ambrosiano em 1982, mas foi absolvido em 2007 devido a "evidências insuficientes" em um veredicto.